# 运动衫
运动衫是长袖衫的一种，由厚实的棉质面料制成。运动衫脱胎于早期的足球运动服，几乎是纯粹的休闲装，因此不像某些毛衣那般时髦。运动衫可能有也可能没有兜帽。带兜帽的运动衫现在通常被称为连帽衫。

## 历史

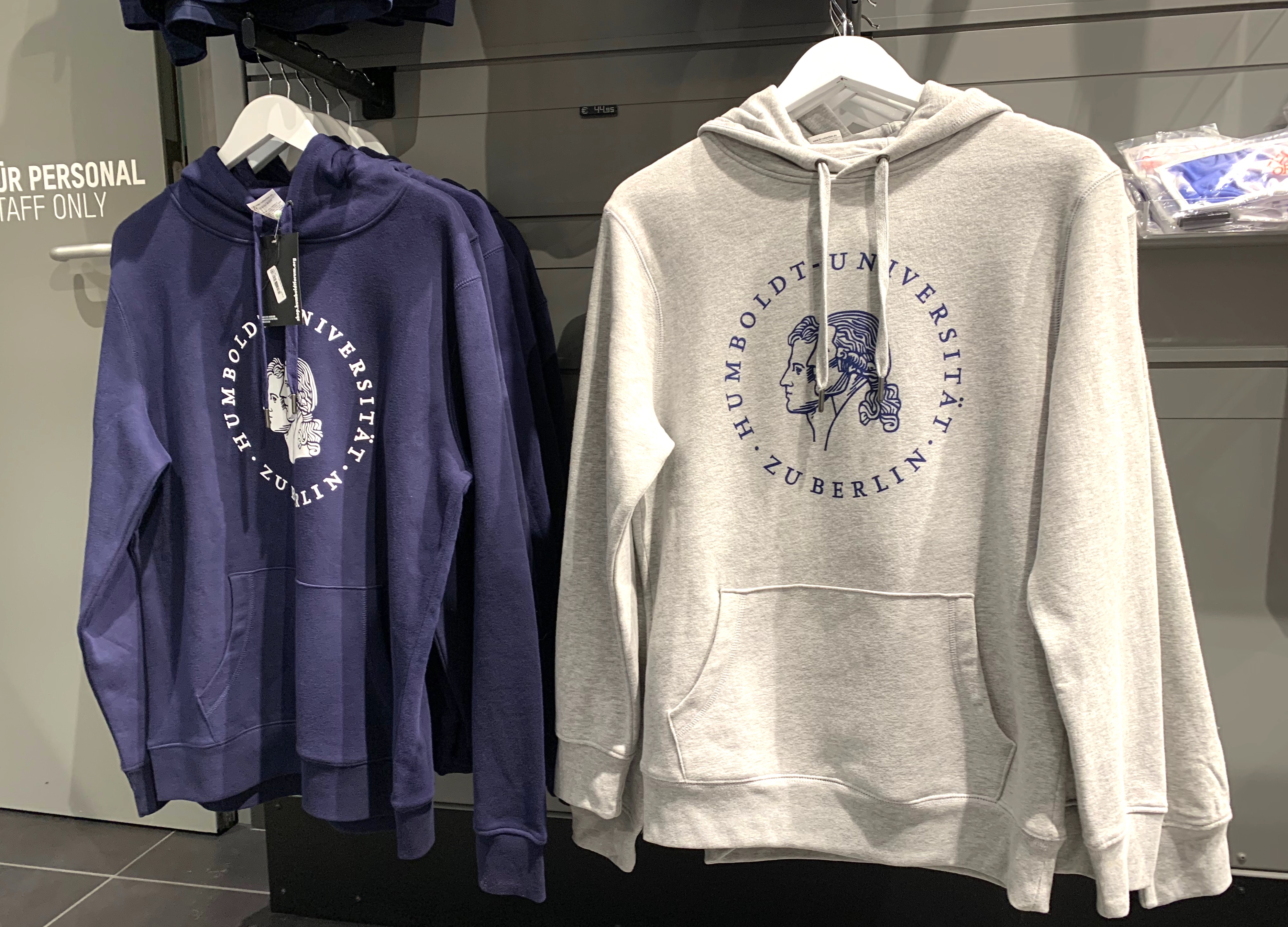

1920年，阿拉巴马州猩红潮足球队的四分卫本杰明·罗素（Benjamin Russell Jr.）厌倦了羊毛足球服产生的摩擦和瘙痒感。罗素与他的父亲一起工作，并拥有一家制造公司，因此罗素萌发了制造优质足球服的想法。当时，罗素制造公司（Russell Athletic）从事女士和儿童针织衫以及内衣的生产。
了解到棉花的耐用性和舒适性，他们创造了一种新的练习用球衣，这是对名下工厂生产的棉质女士工作上衣的再改良。这些宽松的无领套头衫由女士内衣制成，可用作男士足球服，后来成为标志性的运动衫。罗素继续在他的工厂中创建了一个新的部门，专注于运动衫的生产，后来演变为罗素运动公司。
运动衫可通过印刻各种信息来作为便携式广告工具。这一潜力发掘于20世纪60年代，当时美国的大学开始在媒体上打印他们的名字。对于学生和家长来说，运动衫上的大学名字成为展示学校自豪感的首选休闲装。于是运动衫和T恤一起，为大规模传播信息提供了一种廉价而高效的方式。认识到定制的相对简单性以及巧妙图形与口号相结合的力量，运动衫也就逐渐演变成设计师和穿着者的个人表达工具。